# Grau Superior de Coneixements de Valencià
El Grau Superior de Coneixements de Valencià és un certificat de llengua catalana al nivell C2 segons el Marc europeu comú de referència per a les llengües. L'atorga la Junta Qualificadora de Coneixements de Valencià, l'Escola Oficial d'Idiomes (amb el nom d’Aptitud de Valencià) i les universitats del País Valencià (la Universitat de València, la Universitat Politècnica de València, la Universitat d'Alacant, la Universitat Miguel Hernández i la Universitat Jaume I) després d'una prova de nivell realitzada al mateix centre.
Tot i que la prova varia lleugerament d'estructura segons l'ens examinador, sempre examina l'aptitud lingüística segons els següents criteris:
- Domini oral i escrit del valencià.

- Coneixement de nivell superior de lingüística.

- Domini de l'estructura fonètica, morfosintàctica i lèxica del valencià.[1]

Per tal d'avaluar aquests coneixements, l'examen de la Junta es divideix en quatre àrees:
- 1 Comprensió i lèxic 10%
- 2 Expressió escrita 30%
- 3 Domini pràctic del sistema lingüístic 30%
- 4 Expressió oral 30%[1]

En la pràctica, la prova es fa en dues sessions. La primera consta de les parts 1 i 2, i és necessari traure un 40% de puntuació per passar a la segona part, que es realitza dues setmanes després. Globalment és necessari traure un 60% per aprovar el Grau Superior.

## Validesa i equivalència
El sistema de certificats - en el qual hi ha quatre graus més tres proves tècniques - és l'únic sistema a tot el País Valencià pel qual hom pot provar el seu nivell lingüístic. El Superior és, doncs, el nivell més alt abans de les proves tècniques per als sectors dels mitjans de comunicació, la correcció de textos o l'administració. És considerat vàlid per qualsevol centre públic vinculat amb la Generalitat Valenciana. Generalment, el Grau Superior és un requisit per a treballar a les universitats valencianes, i en certs treballs del sector públic; altres requeriran sols el Grau Mitjà.
El Superior és acceptat com a equivalent del Certificat de Coneixements Superiors atorgat a les Illes Balears i del del Certificat de Nivell Superior de Català (D) atorgat a Catalunya.

## Convocatòries
Cada ens avaluador té unes convocatòries regulars, en general dues vegades a l'any. La Junta, per exemple, convoca una prova per a juny i una per a novembre. Cal matricular-s'hi abans de presentar-s'hi. La Junta té 22 seus on es pot examinar-se, mentre les universitats ofereixen la prova a les seues diveres seus, com ara València, Castelló de la Plana, Alcoi, Gandia, Elx i Alacant.